# LQ Andromedae
Désignations
LQ Andromedae (LQ And) ou HR 9070 est une étoile variable de la constellation d'Andromède. Elle a une magnitude apparente qui varie de 6,50 à 6,66. Sa luminosité, cependant, descend à 6,66 sur un cycle périodique de 7,44 heures.

## Variabilité
Le type spectral de l'étoile est de type B4Ven, c'est une étoile de la séquence principale qui montre des raies d'émission et des raies spectrales élargies induites avec une vitesse de rotation de 300 km/s (l'angle entre l'axe de rotation et la ligne de visée de la Terre a été estimé a 72°). Cela conduit a la classification de l'étoile comme une étoile Be. Une preuve supplémentaire est la compatibilité entre les périodes de variabilité de rotation et de luminosité.

## Nature
C'est également une binaire spectroscopique avec une période orbitale de 7,413 jours. On ne sait pas grand chose sur le composant secondaire, mais il s'agit probablement d'un compagnon de faible masse (< 0,5 M☉). Un disque circumstellaire est également présent dans le système.